# أولمبردس الصغير
أولمبردس الصغير (الإنجليزية:Olympiodorus the Younger , وفي اليونانية:Ὀλύμπιόδωρος ὁ Νεώτερος;) هو أحد الأفلاطونيين المحدثين وقد كان فيلسوفاً ومنجماً, وكذلك كان معلماً عاش في العصور الأولى للإمبراطورية البيزنطية. بعد المرسوم الذي أصدره جستنيان الأول في عام 529 ميلادية والذي جاء في مقتضاه إغلاق الأكاديمية الأفلاطونية في أثينا وكذلك باقي المدارس الوثنية. أولمبردس كان آخر الوثنيين الذين صانوا التقاليد الأفلاطونية في الإسكندرية, بعد موته انتقلت المدرسة إلى أيدي بعض المسيحيين الأرسطويين, ثم انتهى بها المطاف إلى مدينة القسطنطينية.

## حياته
ولد في العام 495 ومات في 570 ميلادية. أولمبردس كان أحد أتباع أمونيوس بن هرميا في مدرسة الفلسفة الواقعة بالإسكندرية, وتم تتويجه بالزعامة بعد موت أمونيوس في 520 ميلادية, واستمر بالتدريس والكتابة حتى العام 565, لأنه في أثناء تعليقه على أقوال أرسطو المتعلقة بالمذنبات, قال أنه قد ظهر مذنب في السماء في تلك السنة. أولمبردس قد نجا من اضطهاد كان يتعرض له من قبل أقرانه, يحتمل أن يكون السبب هو أن مدرسة الإسكندرية كانت تدخلاتها السياسية قليلة مثل محاولات يوليان المرتد لإعادة طوائف وأشياع الميراثينية, وكذلك قد يكون السبب هو أن المدرسة ذات طابع تعليمي تدريسي أقل ديانة من تلك الأثنية.
كان أولمبردس معلماً لعدد من الطلاب منهم: يوحنا النحوي.

## كتاباته
كانت له العديد من الكتابات بعضها يتعلق بأرسطو كالشروحات والتعليقات.